# Sidney Jack Wijnperle
Sidney Jack Wijnperle (Barcelona, 28 oktober 1928 – Ochten, 25 december 1987) was een Nederlands politicus van de PvdA.
Hij is afgestudeerd in de rechten aan de Universiteit van Amsterdam waarna hij een postdoctorale opleiding belastingjurist volgde. In 1954 werd hij belastingadviseur maar hij was ook actief in de politiek. Zo werd hij in 1962 lid van de Provinciale Staten van Gelderland en vanaf 1967 was hij daar de PvdA-fractieleider terwijl hij daarnaast ook nog wethouder in Tiel is geweest. Van 1970 tot 1978 was hij lid van de Gedeputeerde Staten van Gelderland. In 1979 werd Wijnperle waarnemend burgemeester van Neerijnen. Midden 1980 werd hij daar de kroonbenoemde burgemeester en eind 1987 overleed hij tijdens dat burgemeesterschap op 59-jarige leeftijd.